# Liber Historiae Francorum
Liber Historiae Francorum è una cronaca scritta in forma anonima durante l'VIII secolo. Le prime sezioni servirono come fonte secondaria per la fase più antica della storia dei Franchi al tempo di Marcomero, dando un breve riassunto degli eventi fino alla fine deposizione dei Merovingi. Le sezioni successive della cronaca sono importanti fonti primarie per la storia contemporanea all'autore e forniscono un resoconto dei fatti riguardanti la dinastia Pipinide in Austrasia prima dell'avvento dei loro discendenti carolingi. Il Liber Historiae Francorum utilizza molto materiale dalla precedente Decem libri historiarum del vescovo e storico Gregorio di Tours, completata nel 594.

## Informazioni generali sull'opera
Il Liber Historiae Francorum è stato analizzato e interpretato da Richard Gerberding e Paul Fouracre e più recentemente da Rosamond McKitterick, in History and Memory in the Carolingian World. Gerberding sottolinea la coerenza e l'accuratezza del racconto fornendo le ragioni per cui sia opportuno collocare l'autore anonimo a Soissons, che probabilmente faceva parte dell'abbazia di San Medardo. Richard Gerberding definisce l'autore come neustriano e come: «un fedele legittimista merovingio, di mentalità secolare in a quella mentalità ecclesiastica, e un ammiratore entusiasta e probabilmente un membro di quella classe aristocratica insediata nella valle della Senna di cui descrive le gesta, le guerre e i re».
Il Liber Historiae Francorum è tradizionalmente datato all'anno 727 a causa di un riferimento alla fine del sesto anno di Teodorico IV. Offre una prospettiva neustriana dell'era dei maestri di palazzo, dove le fazioni dei grandi magnati territoriali potevano essere tenute sotto controllo ed equilibrate solo dalla legittimità sacrale del re merovingio. Essendo un racconto ampiamente letto, ha contribuito a creare un senso di solidarietà culturale tra i lettori a cui era destinato, i cui pregiudizi si rivolge e la cui agenda politica promuove.
Per quanto riguarda l'obiettivo programmatico, Fouracre e Gerberding mostrano che il libro sostiene i re della dinastia merovingia solo nella misura in cui governano con la consultazione dei grandi aristocratici. I nobili, a loro volta, sono supportati solo nella misura in cui non nutrono aspirazioni al di sopra del loro rango.
È uno dei nuovi corpus storiografici redatti nell'VIII secolo e copiati e ampiamente distribuiti nel IX secolo, che offrivano ai loro fruitori uno antefatto storico completo e di facile interpretazione, che poneva i Franchi in posizione estremamente marginale rispetto al contesto dell'Impero romano, la cui storia è praticamente ignorata, e più immediatamente nel mondo cristiano e gallo-romano.

## Contenuto del testo
Fin dall'inizio, il testo promette di presentare le origini e le gesta dei re e del popolo franchi. Viene raccontato come i Franchi provenissero da un gruppo di profughi troiani, del tutto analoghi a quelli che seguirono Enea in Italia, che si rifugiarono sulla costa settentrionale del Mar Nero, prima di attraversare la pianura danubiana, per poi stabilirsi in Renania. Per giungere a queste conclusioni, il testo fa molto affidamento sull'opera del vescovo e storiografo gallo-romano Gregorio di Tours, morto nel 594, il cui racconto viene riassunto e occasionalmente ampliato e posto a termine di paragone.
Gli ultimi 19 capitoli, numerati da 35 a 53 nell'edizione di Bruno Krusch, presentano un resoconto indipendente degli eventi svoltisi nel Regno franco tra il VII e all'inizio dell'VIII secolo. L'opera inizia con Clotario II (584–629), che salì al trono dei franchi di Neustria da neonato. Pertanto la reggenza fu affidata a sua madre Fredegonda, la quale aveva stretto una complicata alleanza con lo zio di Clotario, il re dei franchi di Burgundia Gontrano († 592). Alla morte della madre, nel 597, Clotario assunse i pieni potere sulla Neustria e decise di perseguire la faida che sua madre aveva cominciato contro la regina d'Austrasia Brunechilde. Clotario perseguitò i nemici della propria famiglia con la stessa ferocia e lo stesso spargimento di sangue voluto dalla madre, ottenendo infine l'esecuzione, realizzata in modo particolarmente brutale, della rivale nel 613 diventando l'unico sovrano dei Franchi anche a seguito delle ripetute invasioni che condusse nei diversi regna franchi dopo la morte degli altri re. Il regno di Clotario fu lungo per gli standard dell'epoca, ma vide la progressiva erosione del potere reale da parte dell'aristocrazia in un contesto di faide tra merovingi. L'editto di Parigi del 614, che riguardava diversi aspetti delle nomine agli uffici e dell'amministrazione del regno, è stato interpretato in modi diversi dagli storici contemporanei. Nel 617 Clotario rese la carica di maestro di palazzo vitalizia e ciò fu un passo decisivo nella trasformazione che portò questo ufficio dall'essere il capo dei domestici della casa reale all'effettivo capo del governo, e infine il monarca nel 751, con Pipino il Breve. Nel 623 Clotario sia associò al trono il figlio Dagoberto I, assegnandogli il controllo dell'Austrasia. Fu generalmente un alleato della chiesa e, forse ispirato dall'esempio di suo zio Gontrano, durante il suo regno sembrano mancare gli atroci fatti di sangue perpetrati da molti dei suoi parenti, con la sola eccezione dell'esecuzione di Brunechilde.
Il capitolo 43 riporta sinteticamente il tentativo di usurpazione in Austrasia da parte del maestro di palazzo pipinide Grimoaldo il Vecchio, che morì per le tortura sotto Clodoveo II, che governava la Neustria. Il capitolo 44 fa dei commenti su Clodoveo:
Il resto di questo capitolo e l'inizio del capitolo successivo si estende tra la morte di Clodoveo, di solito datata alla fine degli anni 650, e l'ascesa di Teoderico III, di solito datata a 673, seguita ai quattro anni di regno del "ragazzo re Clotario".
Il capitolo 45 e seguenti, come aveva fatto Ursino l'Abate, forniscono un resoconto ostile al maestro di palazzo Ebroino di Neustria. In contrasto con la descrizione di Clodoveo II citata sopra, l'autore non fa altro che elogiare Childeberto III, "un uomo famoso", che descrive come "il glorioso signore della buona memoria, Childeberto, il re giusto". I capitoli di chiusura riguardano principalmente Carlo Martello.
Il Liber Historiae Francorum divenne una fonte primaria per le "Continuazioni" della cronaca di Fredegario, che furono redatte per volontà del conte Ildebrando nel 751, a nome del suo fratellastro Carlo Martello.